# Tetrastichus bruniscapus
Tetrastichus bruniscapus är en stekelart som beskrevs av Kostjukov 1995. Tetrastichus bruniscapus ingår i släktet Tetrastichus och familjen finglanssteklar. Inga underarter finns listade i Catalogue of Life.